# Федорук, Тодд
Тодд Джулиан Федорюк (англ. Todd Julian Fedoruk; 13 февраля 1979, Редуотер, Альберта) — профессиональный канадский хоккеист. Амплуа — крайний нападающий. Прозвище — Холодильник (англ. Fridge).
На драфте НХЛ 1997 года был выбран в 7 раунде под общим 164 номером командой «Филадельфия Флайерз». 29 июля 2005 года обменян в «Анахайм Майти Дакс». 13 ноября 2006 года обменян в «Филадельфию Флайерз».
Тодд имеет украинское происхождение.

## Достижение
- Чемпион АХЛ 2005.

## Статистика
```
                                            --- Regular Season ---  ---- Playoffs ----
Season   Team                        Lge    GP    G    A  Pts  PIM  GP   G   A Pts PIM
--------------------------------------------------------------------------------------
1995-96  Kelowna Rockets             WHL    44    1    1    2   83   4   0   0   0   6
1996-97  Kelowna Rockets             WHL    31    1    5    6   87   6   0   0   0  13
1997-98  Kelowna Rockets             WHL    31    3    5    8  120  --  --  --  --  --
1997-98  Regina Pats                 WHL    21    4    3    7   80   9   1   2   3  23
1998-99  Regina Pats                 WHL    39   12   12   24  107  --  --  --  --  --
1998-99  Prince Albert Raiders       WHL    28    6    4   10   75  13   1   6   7  49
1999-00  Trenton Titans              ECHL   18    2    5    7  118  --  --  --  --  --
1999-00  Philadelphia Phantoms       AHL    19    1    2    3   40   5   0   1   1   2
2000-01  Philadelphia Phantoms       AHL    14    0    1    1   49  --  --  --  --  --
2000-01  Philadelphia Flyers         NHL    53    5    5   10  109   2   0   0   0  20
2001-02  Philadelphia Phantoms       AHL     7    0    1    1   54  --  --  --  --  --
2001-02  Philadelphia Flyers         NHL    55    3    4    7  141   3   0   0   0   0
2002-03  Philadelphia Flyers         NHL    63    1    5    6  105   1   0   0   0   0
2003-04  Philadelphia Flyers         NHL    49    1    4    5  136   1   0   0   0   2
2003-04  Philadelphia Phantoms       AHL     2    0    2    2    2  --  --  --  --  --
2004-05  Philadelphia Phantoms       AHL    42    4   12   16  142  16   2   2   4  33
2005-06  Anaheim Mighty Ducks        NHL    76    4   19   23  174  12   0   0   0  16
2006-07  Anaheim Ducks               NHL    10    0    3    3   36  --  --  --  --  --
2006-07  Philadelphia Flyers         NHL    48    3    8   11   84  --  --  --  --  --
2007-08  Dallas Stars                NHL    11    0    2    2   33  --  --  --  --  --
2007-08  Minnesota Wild              NHL    58    6    5   11  106   6   1   1   2  16
2008-09  Phoenix Coyotes             NHL    72    6    7   13   72  --  --  --  --  --
2009-10  Tampa Bay Lightning         NHL    50    3    3    6   54  --  --  --  --  --
--------------------------------------------------------------------------------------
         NHL Totals                        545   32   65   97 1050  25   1   1   2  54

```